# Куртиј
Куртиј (фр. Courtils) насеље је и општина у северној Француској у региону Доња Нормандија, у департману Манш која припада префектури Авранш.
По подацима из 2011. године у општини је живело 227 становника, а густина насељености је износила 42,12 становника/km². Општина се простире на површини од 5,39 km². Налази се на средњој надморској висини од 28 метара (максималној 28 m, а минималној 4 m).

## Демографија
| 1962. | 1968. | 1975. | 1982. | 1990. | 1999. | 2011. |
| ----- | ----- | ----- | ----- | ----- | ----- | ----- |
| 271   | 273   | 231   | 224   | 271   | 257   | 227   |

График промене броја становника у току последњих година